# Јемњице
Јемњице (чеш. Jemnice) град је у Чешкој Републици. Град се налази у управној јединици крај Височина, у оквиру којег припада округу Требич.

## Становништво
Према подацима о броју становника из 2014. године град је имао 4.133 становника.